# گولخن
گولخن (به آلمانی: Golchen) یک شهر  در آلمان است که در مکلنبورگیشه زنپلاته واقع شده‌است. گولخن ۳۱۵ نفر جمعیت دارد.